# Кадочников, Пётр Павлович
Пётр Павлович Кадочников (27 декабря 1944, Кропоткин, Краснодарский край — 21 июля 1981, Игналинский район) — советский актёр.

## Биография
Пётр Кадочников родился в декабре 1944 года в Кропоткине, который его родители — актёры Ленинградского ТЮЗа Павел Кадочников и Розалия Котович — проезжали на поезде, направлявшемся в Тбилиси.
Окончил среднюю школу и Ленинградский государственный институт театра, музыки и кинематографии на факультете театроведения, до поступления в который учился в Ленинградском политехническом институте и окончил его с красным дипломом.
Работал по профессии, был ведущим популярной передачи «Для тех, кто любит кино» ленинградского телевидения. Снимался в небольших и эпизодических ролях в фильмах производства Свердловской киностудии и «Ленфильма».
Первый раз появился на экране в 1977 году, в кинокартине Булата Мансурова «Сюда не залетали чайки», снятом по повести Астафьева «Перевал». Более всего известен по роли брата доньи Марты, дона Антонио, в музыкальной комедии Яна Фрида «Благочестивая Марта», снятой по мотивам пьесы Тирсо де Молины.
Погиб в результате несчастного случая летом 1981 года в районе Игналинских озёр, недалеко от литовского посёлка Снечкус.
По словам дочери Петра Кадочникова:

У папы с детства была фирменная «фишка». Он залезал на берёзу, и, держась за ветки, начинал раскачиваться. То же самое он решил проделать и в Игналине. Только не учёл, что полез в тот раз на сосну, а сосна не гибкая. Ветка не выдержала его веса, сломалась, папа упал и разбился о землю. У него была тяжелейшая черепно-мозговая травма, все рёбра переломаны.
В бессознательном состоянии «Скорая» увезла папу в местную больницу. Бабушка с дедом примчались в Игналину на следующий же день. Ни с ними, ни с мамой папа не простился — он так и не пришёл в сознание. Через три дня после падения его не стало. Из-за какой-то нелепости мы с сестрой лишились отца, мама — мужа, а дед с бабушкой — сына.
По официальной версии, Пётр Кадочников сорвался со скалы.

Могила на Серафимовском кладбище

Похоронен в Санкт-Петербурге на Серафимовском кладбище (15 уч.).

## Фильмография
- 1977 — Сюда не залетали чайки — Исусик
- 1979 — Ты помнишь — эпизод
- 1979 — Я хочу петь — Петру
- 1980 — Благочестивая Марта — Дон Антоньо
- 1980 — Алёша — эпизод
- 1981 — Сильва — офицер
- 1981 — Ночь на четвёртом круге — эпизод

Дубляж
- 1975 — Мой друг — человек несерьезный — (Алексей Михайлов — Циекурс)